# Centromerita
Centromerita Dahl, 1912 è un genere di ragni appartenente alla famiglia Linyphiidae.

## Distribuzione
Le due specie oggi note di questo genere sono state rinvenute nella regione olartica: la specie dall'areale più vasto è la C. bicolor, reperita in varie località della regione paleartica e del Canada.

## Tassonomia
La sinonimia di questo genere con Centromerus Dahl, 1886, suggerita in un lavoro degli aracnologi Saaristo & Tanasevitch (1996b), non è stata accompagnata da adeguata giustificazione, per cui, in questa sede Centromerita è considerato genere a sé.
Dal 2008 non sono stati esaminati esemplari di questo genere.
A dicembre 2012, si compone di due specie:
- Centromerita bicolor (Blackwall, 1833)[3] — Regione paleartica, Canada
- Centromerita concinna (Thorell, 1875) — Regione paleartica

### Sinonimi
- Centromerita margerisoni (Falconer, 1919); trasferita dal genere Troglohyphantes Joseph, 1882, e posta in sinonimia con C. concinna (Thorell, 1875) a seguito di un lavoro di Millidge & Locket del 1952 sugli esemplari denominati Centromerus bicolor concinnus[1].